# Néopaganisme abkhaze
Le néopaganisme abkhaze correspond à  la réapparition contemporaine de la religion ethnique du peuple abkhaze en Abkhazie non reconnue, dont la réintroduction a débuté dans les années 1980.
Selon un recensement effectué en 2003, 8% de la population abkhaze adhère au néopaganisme abkhaze. Le 3 août 2012, le Conseil des prêtres d’Abkhazie a été formellement constitué à Soukhoumi. La possibilité de faire de la religion autochtone abkhaze l’une des religions d’État a été discutée dans les mois qui ont suivi.

## Histoire
La religion traditionnelle abkhaze n'a jamais complètement disparu. Elle a en effet subsisté grâce à des cercles de prêtres, dont l'activité était gardée secrète, qui ont transmis des connaissances et des rites traditionnels à l'époque où le christianisme et l'islam sont devenus dominants dans la région, et plus tard du temps de l’athéisme d’État soviétique . Ces prêtres ont continué le culte de divinités telles que le dieu du tonnerre Afy et le dieu suprême Antsua.
Depuis les années 1980, et plus tard dans les années 1990 après l'effondrement de l'Union soviétique, la religion abkhaze a été ressuscitée par les efforts conjoints des prêtres qui ont commencé à refaire surface, de la population rurale abkhaze avec la revendication des rituels locaux et des intellectuels urbains soutenant le paganisme comme partie intégrante de un réveil de l'identité ethnique et culturelle abkhaze,.